# Dofana
Der Dofana (englisch Dofana Peak) ist ein Berg im Westhimalaya im pakistanischen Sonderterritorium Gilgit-Baltistan.
Der 5940 m hohe Dofana befindet sich im Nordwesten der Deosai-Hochfläche, 43 km nordöstlich des Nanga Parbat.
Der Gipfel wurde am 23. Juni 2005 durch eine sächsische Bergsteigergruppe (Christian Walter, Axel Grusser, Paul Sass, Martin Schörken, Jörg Schubert, Annette Longo) erstbestiegen.